# Taterillus pygargus
Taterillus pygargus — вид гризунів, поширених у Нігері, Сенегалі, можливо, Гамбії, можливо Малі та, можливо, Мавританії. Його природними середовищами існування є сухі савани, субтропічні або тропічні сухі чагарники, орні землі, пасовища та сільські сади.